# تروپان
تروپان (به انگلیسی: Tropane) با فرمول شیمیایی C8H15N یک ترکیب شیمیایی با شناسه پاب‌کم 637986 است. که جرم مولی آن ۱۲۵٫۲۱۱ گرم بر مول می‌باشد. 